# Save Your Heart
Singles par Remady
Do it on My Own
(2010) The Way We Are
(2011)
Singles par Manu-L
Do it on My Own
(2010) The Way We Are
(2011)
Pistes de No Superstar - The Album
Shine Now And Forever
Save Your Heart est une chanson du DJ suisse Remady en collaboration avec le chanteur Manu-L sortie le 4 octobre 2010. La chanson a été écrite par Maurizio Pozzi, Pablo Rodriguez et produit par Maurizio Pozzi, Yoko. Il s'agit du 4e single extrait de l'album No Superstar - The Album.

## Clip vidéo
Le clip est en ligne le 15 février 2011 sur le site de partage YouTube sur le compte du label Happy Music. D'une durée de 2 min 59 s, le clip a été visionné plus de 6 millions de fois. Le DJ Remady, et le chanteur apparaissent dans le clip.

## Liste des pistes
Promo - CD-Single
1. Save Your Heart - 2:53

## Classements par pays
| Classement (2010)            | Meilleure position |
| ---------------------------- | ------------------ |
| France (SNEP)                | 38                 |
| Suisse (Schweizer Hitparade) | 41                 |